# Saint-Crépin-Ibouvillers
Saint-Crépin-Ibouvillers is een gemeente in het Franse departement Oise in de regio Hauts-de-France. De gemeente maakt deel uit van het arrondissement Beauvais. Saint-Crépin-Ibouvillers telde op 1 januari 2022 1.629 inwoners.
Op 1 januari 2015 werd de aangrenzende gemeente Montherlant opgeheven en opgenomen in Saint-Crépin-Ibouvillers.

## Geografie
De oppervlakte van Saint-Crépin-Ibouvillers bedroeg op 1 januari 2022 19,61 vierkante kilometer; de bevolkingsdichtheid was toen 83,1 inwoners per km².

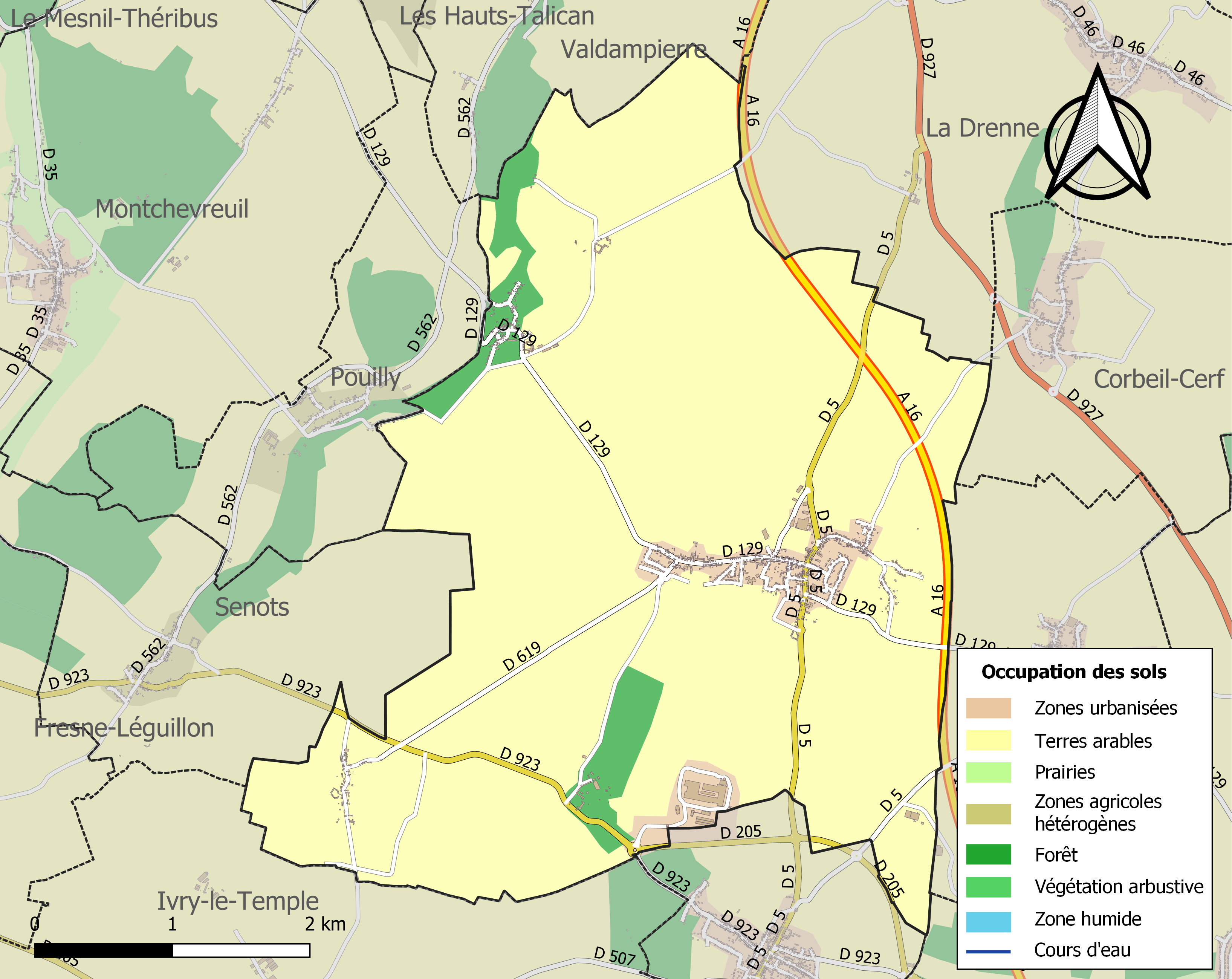
Kaart van de gemeente met belangrijkste infrastructuur, bodemgebruik en omliggende gemeenten

## Demografie
Onderstaande figuur toont het verloop van het inwonertal (bron: INSEE-tellingen).